# Narodnaya
El monte Naródnaya (en ruso: Гора́ Наро́дная, lit. 'montaña Popular (del pueblo)') es la montaña más alta de los montes Urales al elevarse a una altitud de 1895 m. Está situada en el distrito autónomo de Janti-Mansi del óblast de Tiumén, a medio kilómetro al este de la frontera de la República de Komi. En su cumbre existen algunos pequeños glaciares. Las laderas de la montaña están cubiertas por la tundra. A los pies de la montaña se extienden bosques de coníferas (alerce y abedul).
Es el  punto culminante tanto de la Distrito autónomo de Janti-Mansi como de la República de Komi.
La primera ascensión documentada a esta montaña data del año 1929.